# 김예찬
예찬(본명: 김예찬, 1995년 11월 26일 ~ )은 대한민국의 가수이다. 2015년 어썸 베이비로 데뷔했다.

## 생애
김예찬은 1995년 11월 26일 전라북도 군산시에서 태어났다. 2015년 걸그룹《어썸베이비》로 데뷔해 〈내가 왜?〉 싱글 앨범을 발매 했지만 처음이자 마지막 앨범이 되었고 데뷔 1년 뒤 해체 수순을 밟게 되었다. 2018년 걸그룹 핑크판타지로 재데뷔했다. 2019년 핑크판타지의 유닛 MDD로 활동하다 2023년 핑크판타지를 탈퇴했다. 2023년 JTBC싱어게인 3 - 무명가수전에 참가해 1라운드：조별생존전에서 ALL어게인을 받았지만 2라운드：팀 대항전에서 패배해 탈락했다. 2025년 ENA 언더커버에 참가해 최종 우승을 차지했다.

## 음반
| 발매일     | 아티스트                     | 앨범                                | 곡                                  |
| ---------- | ---------------------------- | ----------------------------------- | ----------------------------------- |
| 2015.06.11 | 예찬                         | 아는 사람                           | 아는 사람                           |
| 2015.06.19 | 어썸베이비                   | 내가 왜?                            | 내가 왜?                            |
| 2018.10.24 | 핑크판타지                   | 이리와                              | 이리와                              |
| 2019.08.05 | 핑크판타지                   | Fantasy                             | Fantasy                             |
| 2019.11.01 | 핑크판타지                   | 소꿉장난                            | 소꿉장난                            |
| 2019.12.19 | MDD(핑크판타지)              | 아름답지않아                        | 아름답지않아                        |
| 2021.01.21 | 핑크판타지                   | 레몬사탕 (Lemon Candy)              | 레몬사탕 (Lemon Candy)              |
| 2021.06.21 | 핑크판타지                   | Alice in Wonderland                 | 이리와 (2021Ver.)                   |
| 2021.06.21 | 핑크판타지                   | Alice in Wonderland                 | Fantasy (2021Ver.)                  |
| 2021.06.21 | 핑크판타지                   | Alice in Wonderland                 | 독 (Poison)                         |
| 2021.10.31 | 핑크판타지                   | 기기괴괴 (奇奇怪怪)                 | 기기괴괴 (奇奇怪怪)                 |
| 2021.10.31 | 핑크판타지                   | 기기괴괴 (奇奇怪怪)                 | Rain (아내의 기억) (Vocal 예찬)     |
| 2021.12.10 | 핑크판타지                   | Merry Fantasy                       | Merry Fantasy                       |
| 2022.01.14 | 예찬                         | 시간의 멜로디 OST                   | 시간의 멜로디                       |
| 2022.03.14 | 핑크판타지                   | Luv Is True (Luv.i.t)               | Luv Is True (Luv.i.t)               |
| 2022.04.08 | 핑크판타지                   | 기기괴괴 (奇奇怪怪) (Feedback Ver.) | 기기괴괴 (奇奇怪怪) (Feedback Ver.) |
| 2022.10.24 | 핑크판타지                   | 기괴한 이야기 (Bizarre Story)       | 기괴한 이야기：Get Out              |
| 2022.10.24 | 핑크판타지                   | 기괴한 이야기 (Bizarre Story)       | 기괴한 이야기：The Game             |
| 2023.11.03 | 예찬                         | 싱어게인3 - 무명가수전 Episode.2    | 하모니                              |
| 2025.01.27 | 예찬, 쓰복만, 에이민, 최희재 | <언더커버> Episode 3                | 기억상실                            |
| 2025.02.17 | 예찬, 정남도                 | <언더커버> Episode 6                | 달빛에 그려지는                     |
| 2025.03.03 | 예찬, 앨리스 유              | <언더커버> Episode 8                | 사랑 사랑 사랑                      |
| 2025.03.10 | 예찬                         | <언더커버> Episode 9                | 가수가 된 이유                      |
| 2025.03.19 | 예찬                         | <언더커버> TOP 5                    | Let It Shine                        |

## 음반 외 활동
| 연도 | 방송사 | 프로그램                    | 방영 목록                | 선곡                       | 결과                |
| ---- | ------ | --------------------------- | ------------------------ | -------------------------- | ------------------- |
| 2023 | JTBC   | 《싱어게인 3 - 무명가수전》 | 1라운드：조별 생존전     | 제아, 이영현 - 하모니      | ALL 어게인 (생존)   |
| 2023 | JTBC   | 《싱어게인 3 - 무명가수전》 | 2라운드：팀 대항전       | 김건모 - 아름다운 이별     | 3:5 탈락            |
| 2025 | ENA    | 《언더커버》                | 1라운드：1:1 부스 오디션 | HYNN - 시든 꽃에 물을 주듯 | 저장 (생존)         |
| 2025 | ENA    | 《언더커버》                | 2라운드：플리 팀 배틀    | 거미 - 기억상실            | 2등 생존            |
| 2025 | ENA    | 《언더커버》                | 3라운드：약자 지목 배틀  | 미연 - 달빛에 그려지는     | 2등 생존            |
| 2025 | ENA    | 《언더커버》                | 4라운드：듀엣 태그 배틀  | 김현식 - 사랑 사랑 사랑    | 2등 탈락 → 추가합격 |
| 2025 | ENA    | 《언더커버》                | 파이널 1차：TOP5 결정전  | 신용재 - 가수가 된 이유    | 승, TOP5 진출       |
| 2025 | ENA    | 《언더커버》                | 파이널 2차：On the COVER | 예찬 - Let It Shine        | 최종 우승           |
| 2025 | MBC    | 《복면가왕》492회           | 1라운드：듀엣 곡 대결    | 더레이 - 청소              | 91:8 승             |
| 2025 | MBC    | 《복면가왕》493회           | 2라운드：솔로 곡 대결    | 최유리 - 숲                | 59:40 승            |
| 2025 | MBC    | 《복면가왕》493회           | 3라운드：솔로 곡 대결    | 신용재 - 첫 줄             | 60:39 승            |
| 2025 | MBC    | 《복면가왕》493회           | 가왕 결정전              | -                          | 27:72 패            |

## 공연
- 2019년 10월 YECHAN(핑크판타지) 1st Solo Concert - 도쿄 신주쿠

## 수상
- 2012년 군산 청소년 가요제 대상
- 2012년 대한민국 청소년 가요제 대상